# Deora (prototipo)
La Deora era un veicolo speciale realizzato partendo da un pick-up Dodge A100, che venne estesamente modificato da Mike e Larry Alexander di Detroit per il Detroit Autorama del 1967. Dopo aver vinto molti premi, compreso il Ridler nel 1967, divenne il prototipo per i modellini della Hot Wheels e di alcune scatole di montaggio in plastica. La Deora è stata venduta ad un'asta nel 2009 per 324.500 dollari statunitensi.

## Progetto
Il veicolo venne commissionato ai fratelli Alexander da Harry Bentley Bradley nel 1964. Venne svelato nella loro città natale durante il Detroit Autorama nel 1967 dove vinse nove premi tra cui il Ridler.
Il Deora si basava sull Dodge A100. Come parabrezza venne usato il portellone posteriore di una vettura station wagon della Ford. Il veicolo venne sezionato, tagliato e abbassato realizzando un pick-up dall'aspetto futuristico e che si poteva utilizzare.
Il veicolo era dotato di un motore Slant-6 a sei cilindri, unito ad una trasmissione a tre marce che era stata arretrata di 38 cm (15 pollici). Per entrare nell'abitacolo si deve sollevare il parabrezza e ruotare la parte bassa del muso e, quindi, entrando dalla parte anteriore.
Il nome Deora venne deciso con un concorso organizzato dalla ditta di modellismo AMT. Bradley propose di chiamare il mezzo XTAB (che stava per eXperimental Truck Alexander Brother). Il nome vincente alla fine venne proposto da un ragazzo di tredici anni. Il nome Deora è una contrazione del nome Debora, che allora era una sua amica, anche se alcuni dicono che l'origine sia la versione sbagliata della parola spagnola Dorada, per il suo colore oro.
La Chrysler fu molto soddisfatta del risultato e affittò per due anni il veicolo per esporlo tra le concept car di sua realizzazione.
Venne quindi posta in una magazzino dopo che era stata venduta ad Al Davis. Suo figlio conservò la Deora fino al 1998 quando chiese a Harry Bradley di restaurarla. Il veicolo restaurato venne presentato nel 2002, durante il cinquantesimo anniversario del Detroit Autorama come parte dell'esposizione speciale dei veicoli custom realizzati dai fratelli Alexander.
Nel 2009 la Deora venne messa all'asta in California e venduta per 324.000 dollari. Il motore della vettura era un motore a sei cilindri di 2.800 cc (170 pollici cubici) che erogava una potenza di 75 kW (101 hp - 102 cv)

## Deora II
La Deora è stata una delle vetture principali nella storia delle Hot Wheels, in quanto era parte della primissima linea di modellini prodotti nel 1968. Nel 2000 è stata realizzata la Deora II, una versione aggiornata dell'originale.
Tre anni dopo, in preparazione del 35º anniversario delle Hot Wheels, è stata rivelata una Deora II a grandezza naturale. Questa vettura è stata realizzata da Chip Foose, 5-axis , Mother's e dalla PPG Industries  con il motore  Cadillac V8 Northstar.